# Sōichi Noriki
Sōichi Noriki  (jap. 野力 奏一, Noriki Sōichi, * 20. Oktober 1957 in der Präfektur  Kyōto) ist ein japanischer Fusion- und Jazzmusiker (Piano, Keyboard, Synthesizer und Arrangement).

## Leben und Wirken
Noriki erhielt als Kind vom vierten bis zum zwölften Lebensjahr Klavierunterricht. 1974 wurde er Mitglied der von seinem Vater geleiteten Kyoto Bel-Ami All Stars; 1977 zog er nach Tokio. Dort gehörte er zunächst zur Band von George Kawaguchi. Auch trat er mit Toshiyuki Hondas Gruppe Burning Waves, mit Terumasa Hino und mit Yoshio Suzuki auf. Er spielte in den frühen 1980er-Jahren in der Begleitband der Jazzsängerin Anli Sugano, mit der 1981 erste Aufnahmen entstanden (Show Case). In den folgenden Jahren arbeitete er u. a. in der Tokioter Jazz- und Fusion-Szene mit Isoo Fukui, Toshiyuki Honda, Takashi Ohi, Yasuko Agawa, Hiroki Miyano, Kohsei Kikuchi, Kimiko Itoh und Eddie Yamamoto. Er legte 1983 das am Smooth Jazz und Fusionstil orientierte Soloalbum Noriki (Eastworld) vor; 1984 folgte der Tonträger Dream Cruise. Dann gehörte er einer Band an, die von Motohiko Hino und Joe Henderson geleitet wurde. Ab Mitte der 1980er-Jahre spielte er mit Sadao Watanabe, Malta, Hidefumi Toki, Chin Suzuki, Kimiko Itoh, Randy Crawford, Sataoshi Takino und Naoko Terai. Im Bereich des Jazz war er Tom Lord zufolge zwischen 1981 und 2015 an 28 Aufnahmesessions beteiligt, zuletzt als Begleiter der Sängerinnen Keikio Lee (2010) und Miki Yamaoka (One Day Forever (2015), mit Benny Golson).